# V399 Возничего
V399 Возничего (лат. V399 Aurigae), HD 243433 — одиночная переменная звезда в созвездии Возничего на расстоянии (вычисленном из значения параллакса) приблизительно 4470 световых лет (около 1371 парсека) от Солнца. Видимая звёздная величина звезды — от +11,8m до +11,1m.

## Характеристики
V399 Возничего — красный гигант, пульсирующая полуправильная переменная звезда (SR) спектрального класса M:, или M4, или K5. Радиус — около 116,5 солнечных, светимость — около 1672,72 солнечных. Эффективная температура — около 3420 K.